# Li Yong-ju
Li Yong-ju (...) è un ammiraglio e politico nordcoreano, membro candidato del Partito del Lavoro di Corea e membro della 12ª convocazione dell'Assemblea popolare suprema, è l'attuale comandante in capo della Marina militare del popolo coreano.

## Biografia
Li Yong-ju, dopo essere stato promosso a Tenente generale, ha servito come delegato dell'Assemblea popolare suprema nel marzo 2009 come rappresentante del 548º distretto elettorale. Ha servito anche come membro candidato del Comitato centrale del Partito del Lavoro di Corea, e nel marzo 2014 come rappresentante della 13ª convocazione dell'Assemblea popolare suprema per il distretto 449. Nel dicembre 2011 ha partecipato al comitato funebre che ha organizzato i funerali di Kim Jong-il.
Nell'aprile del 2015, è succeduto a Kim Myong-sik come comandante in capo della Marina militare del popolo coreano. Nell'agosto dello stesso anno è stato promosso ad Ammiraglio, e nell'aprile del 2016 è divenuto membro del Comitato centrale del Partito del Lavoro di Corea.